# John W. Carlin

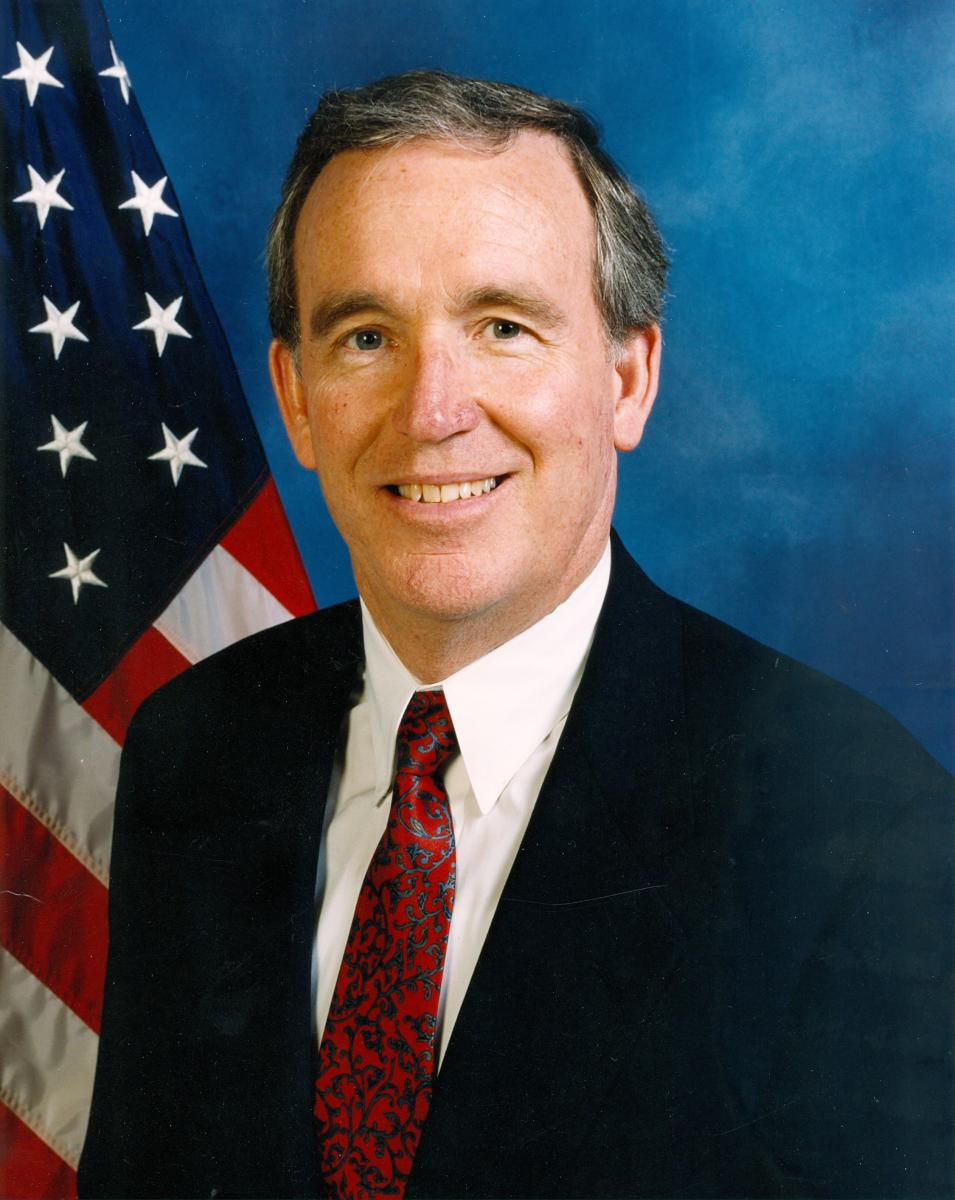
John W. Carlin

John William Carlin (* 5. März 1940 in Salina, Saline County, Kansas) ist ein US-amerikanischer Politiker (Demokratische Partei). Er war von 1979 bis 1987 der 40. Gouverneur des Bundesstaates Kansas.

## Frühe Jahre und politischer Aufstieg
John Carlin besuchte bis 1962 die Kansas State University, wo er Landwirtschaft studierte. Danach engagierte er sich auf diesem Gebiet. Er betrieb eine große Farm und spezialisierte sich auf die Milcherzeugung. Carlins politische Laufbahn begann im Jahr 1970, als er in das Repräsentantenhaus von Kansas gewählt wurde. Nach einigen erfolgreichen Wiederwahlen konnte er sein Mandat zwischen 1971 und 1979 ausüben. 1977 wurde er Präsident des Hauses (Speaker). Damit war er der erste demokratische Politiker seit 64 Jahren, der dieses Amt innehatte.

## Gouverneur von Kansas
Im Jahr 1978 wurde Carlin als Kandidat seiner Partei gegen den republikanischen Amtsinhaber Robert Frederick Bennett zum neuen Gouverneur von Kansas gewählt. Nach einer erfolgreichen Wiederwahl im Jahr 1982 konnte er insgesamt acht Jahre amtieren. Carlin war der jüngste Gouverneur von Kansas im gesamten 20. Jahrhundert. Während seiner Amtszeit musste er sich mit einer starken Opposition auseinandersetzen. Er war von 1984 bis 1985 Vorsitzender der National Governors Association. Aufgrund der Vorgaben der Verfassung durfte Carlin 1986 nicht erneut für als Gouverneur kandidieren. Daher schied er am 12. Januar 1987 aus seinem Amt aus.
Nach dem zeitweiligen Hinrichtungsstopp gab es ab 1976 in Kansas mehrere Versuche, die Todesstrafe wieder einzuführen. Entsprechende Gesetzentwürfe scheiterten aber 1979, 1980, 1981 und 1985 am Veto des demokratischen Gouverneurs.

## Weiterer Lebenslauf
Im Vorfeld der Gouverneurswahlen des Jahres 1990 verlor er innerhalb seiner eigenen Partei gegen Joan Finney. Im Jahr 1994 kandidierte Carlin erfolglos für einen Sitz im US-Senat. Zwischen 1995 und 2005 war er Archivar der Vereinigten Staaten. Als Demokrat wurde er von Präsident Bill Clinton in dieses Amt berufen und von dessen Nachfolger George W. Bush nach Ablauf seines Zeitvertrags nicht bestätigt. Heute lehrt Carlin Politikwissenschaft an der Kansas State University.